# Bukovac (gmina Gradiška)
Bukovac (cyr. Буковац) – wieś w Bośni i Hercegowinie, w Republice Serbskiej, w gminie Gradiška. W 2013 roku liczyła 371 mieszkańców.